# Le Suicide français
Le Suicide français est un essai de l'écrivain, journaliste et polémiste français Éric Zemmour, paru en 2014. Il défend la thèse d'un affaiblissement progressif de l'État-nation français de 1970 à la date de sa publication. Le livre, objet de plusieurs controverses, notamment à cause de passages tendant à nier le rôle du régime de Vichy dans le génocide des Juifs français, rencontre un grand succès de librairie.

## Thème
L'essai est composé de chapitres principaux pour chaque année à partir de 1970, avec des sous-chapitres dont chacun est consacré à un événement au sein de cette année. Il défend la thèse d'une perte de puissance de l'État français sur le pays. Il entend démontrer les renoncements successifs de la part des élites françaises à un contrôle de l'économie et de l'immigration par l'État. Par ailleurs, l'essayiste dénonce la supposée dissolution progressive du pays, sous l'emprise de la génération Mai 68 et de ce qu'il nomme son triptyque « Dérision, Déconstruction, Destruction », dans tous les secteurs d'activités français.
À travers une chanson populaire ou un discours présidentiel, il fait le portrait d'une classe politique et culturelle qui aurait sacrifié la souveraineté populaire dans tous les domaines : économique, social, culturel, mais aussi familial,,.

## Couverture médiatique et ventes
Le Suicide français a reçu dès sa sortie le 1er octobre 2014 une très forte couverture médiatique. Le 8 octobre, sept jours après la sortie, l'hebdomadaire Le Point titre « Édition : pourquoi Éric Zemmour fait mieux que Valérie Trierweiler » et affirme que « depuis le début de la commercialisation, il s'en vend 5 000 exemplaires par jour ! », en particulier grâce à la promotion assurée par l'auteur sur France 2 le 4 octobre et dans l'émission d'Yves Calvi sur France 5, le 6 octobre.
Le 16 octobre 2014, Le Figaro rapporte qu'en plus des 120 000 exemplaires initialement acheminés sur les points de vente, deux autres tirages de 80 000 exemplaires ont été réalisés, portant le nombre d'ouvrages imprimés à 280 000 exemplaires en deux semaines. En estimant par ailleurs à 20 % les ventes réalisées au format numérique, Le Figaro estime qu'on avoisine le chiffre de 330 000 exemplaires. Il précise que le nombre de ventes quotidiennes est quant à lui passé de 5 000 les premiers jours, à 12 000 au bout d'une semaine, pour atteindre 17 000 à 20 000 à la fin de la seconde semaine.
Le Monde, le Huffington Post et Arrêt sur images contredisent ces chiffres issus du journal dont l'auteur est collaborateur. Le 21 octobre 2014, Le Point avance cependant que le premier tirage de 120 000 exemplaires a été vendu en une semaine, et confirme pour l'essentiel les chiffres du Figaro. En décembre, la presse avance que le nombre d'exemplaires vendus serait « autour de 400 000 »,. En juin 2016, Ellen Salvi, journaliste à Mediapart, décompte 294 088 exemplaires vendus en s'appuyant sur les chiffres d'Edistat.
L'ouvrage obtient en outre le prix Combourg Chateaubriand l'année suivant sa parution.

## Revue de presse
Dans un article de Valeurs actuelles consacré à Éric Zemmour, l'écrivain Denis Tillinac considère que « l’événement politique de la rentrée, c’est le succès de son livre Le Suicide français. À preuve la focalisation sur sa personne d’une haine de facture quasi djihadiste. Pétainiste pour les uns, fasciste pour les autres, il est harcelé par une meute à peu près unanime car il pointe avec une acuité cruelle les vrais ressorts de notre décrépitude morale. De notre dépossession affective. De notre mise au rebut de l’Histoire. » Selon lui, « on peut discuter certaines des analyses de Zemmour, estimer qu’il isole trop l’objet de ses amours — la France — dans un contexte de chambardement historique mondial. […] Reste la pertinence globale du diagnostic, énoncé par un homme courageux ». Il souligne également que, comme « il n’épargne pas la droite “officielle”, elle se signale par un mutisme apeuré. »
Dans Le Monde, le journaliste Nicolas Truong s'étonne du succès d'une telle prose « rance » et écrit que « cet essai est le récit d’une désagrégation, d’une dissolution, celle du mâle blanc dominant. Plus de 500 pages pour dénoncer la « halalisation », la « féminisation », la « xénophilie » et la « haine de soi » française. Un pavé pour fustiger les trois « D » hérités de Mai 68 (« Dérision, Déconstruction, Destruction ») qui auraient saccagé les anciennes hiérarchies (famille, nation, travail, État, école) d’une France désormais avachie. » Mentionnant que « la nouveauté du Suicide français repose sur la narration. C’est une thèse qui fait la synthèse. Le grand récit du « tout fout le camp » et du « c’était mieux avant » », le journaliste estime que « tout y est concentré sous la forme d’une histoire qui fait autant appel au cœur qu’à la raison », soulignant que « Colbertisme, napoléonisme et vichysso-gaullisme » en constituait sa « Sainte Trinité ». A cet égard, et même si le Suicide français « n’est pas réductible à cette seule question », le journaliste condamne fermement la partie de l'ouvrage consacrée à ce qu'il appelle la réhabilitation du maréchal Pétain. Outre les « falsifications observées au fil des pages » ou les passages qu'il qualifie d’abjects du livre concernant le discours du Vél’ d’Hiv de Jacques Chirac, il laisse aux historiens Robert Paxton, Serge Klarsfeld et Jacques Sémelin le soin de corriger les fausses assertions.
Dans le journal L'Express, Jérôme Dupuis constate que « très étrangement, il y a un grand absent dans ce livre : le Front National. […] C'est peut-être contrairement à ce que prétendent ses détracteurs, la France de Zemmour ne se confond pas avec celle de Marine Le Pen. » Il établit un lien entre Le Suicide français et L'Identité malheureuse, ouvrage d'Alain Finkielkraut paru en 2013, considérant que « d'une certaine manière, [Éric Zemmour] a écrit la version mainstream de L'Identité malheureuse », et qu'aux « références parfois pointues du philosophe — Kant, Péguy… —, le journaliste préfère de Gaulle, Daniel Balavoine et Aimé Jacquet. »
Dans Le Canard enchaîné, le journaliste et écrivain Frédéric Pagès fait un rapprochement similaire à celui exprimé par Jérôme Dupuis entre Éric Zemmour et Alain Finkielkraut, en estimant que « Zemmour est le Finkielkraut du pauvre. Même panique intellectuelle, mais en plus léger. Avec l'Histoire, la chronologie, les statistiques, il y va au bulldozer. »
Dans L'Express encore, Tugdual Denis et Élise Karlin, soulignent que Le Suicide français a été relu « pour le plaisir » avant sa publication par Philippe Martel (1955-2020), un ami de Zemmour, alors directeur de cabinet de Marine Le Pen. Les deux journalistes présentent le livre comme un « récit de l'effondrement supposé de la France à cause de la pensée de mai 1968 » qui « contribue à la révolution culturelle portée par le Front national » et qu'il « flatte [les] électeurs » de ce parti, « qui ne se sentent pas représentés médiatiquement dans le débat intellectuel. ».
Dans Figarovox, le sociologue, chroniqueur et auteur québécois Mathieu Bock-Côté estime que « Le suicide français est un livre d'histoire. Ou si on préfère, la chronique d'une décadence ». Bock-Côté écrit ainsi que Zemmour ouvrirait « un conflit de légitimité avec le régime soixante-huitard en refusant de souscrire à sa légende. Il a ainsi décidé de marquer son désaccord le plus complet avec l'époque, quitte à donner à l'occasion dans l'exagération, quitte à succomber à l'esprit de système, quitte à embellir exagérément les temps jadis et à noircir exagérément le présent. Mais on aurait bien tort d'y réduire sa pensée. Il révèle surtout un clivage politique authentique, recouvert par la fausse alternative entre libéraux-sociaux et sociaux-libéraux : faut-il poursuivre "l'émancipation" soixante-huitarde ou faut-il engager le réenracinement de l'homme ? »
Dans Figarovox toujours, et à la suite des controverses provoquées par la sortie du livre, le journaliste franco-libanais André Bercoff et ancien directeur de la rédaction de France-Soir de septembre 2003 à novembre 2004, estime qu'Éric Zemmour serait une victime, comme plusieurs autres intellectuels « marqués du sceau de l'infamie » par les représentants de « l'idéologie boboïste du camp du Bien ».
Dans Bibliobs, David Caviglioli estime que le livre est « un très long pamphlet, parfois intéressant, mais le plus souvent hâtif, brutal et illogique », qu'il « compile les plus grands tubes de la doctrine identitaire » et que « les biais de [la pensée de Zemmour] (..) se retrouvent, à des degrés divers, chez Élisabeth Lévy, Renaud Camus, Alain Finkielkraut, Richard Millet ou François-Xavier Bellamy ».
Dans de nombreux journaux, le livre est principalement critiqué pour sa partie consacrée au Maréchal Pétain et à la remise en cause du livre de Robert Paxton notamment à Libération (par le journaliste Laurent Joffrin, l'écrivain Marc Weitzmann), Slate, Télérama (l'écrivain Gilles Heuré), Les Échos et Le Point.
Dans l'émission On n'est pas couché, le 4 octobre 2014, Léa Salamé reproche ainsi à Zemmour « de chercher à réhabiliter Pétain pour faire l’apologie de la préférence nationale ».
D'autres affirmations de l'ouvrage sont contestées, comme l'idée selon laquelle la majorité des résistants partis à Londres en 1940 auraient été issus de l'Action française même si on trouvait bien des maurassiens et des camelots du roi parmi eux.

## Commentaires des historiens sur le chapitre consacré à Vichy
Au chapitre consacré à l'année « 1973 » du Suicide français, Eric Zemmour, dans un sous-chapitre intitulé « Robert Paxton, notre bon maître », critique deux livres consacrés au régime de Vichy durant l'occupation allemande : La France de Vichy et Vichy et les Juifs, deux livres écrits par l’historien américain Robert Paxton, auteur que Zemmour dit « Admiré par ses pairs, révéré par la classe politique, incontesté. La doxa paxtonienne est admise unanimement ; elle ne souffre aucune objection. ». Dans ce passage, Eric Zemmour affirme que cette « thèse de Paxton » serait devenue « parole d’évangile » et « repose sur la malfaisance absolue du régime de Vichy, reconnu à la fois responsable et coupable. L’action de Vichy est toujours nuisible et tous ses chefs sont condamnables. »,. Or, selon Zemmour, Paxton n'expliquerait pas comment tant de Juifs français ont échappé à la Shoah {{Pas clair}} : « […] pourquoi les Hollandais et les Belges, nos voisins, n’ont-ils pu en faire autant ? Le nombre des justes hollandais est pourtant supérieur à celui des français ! Et les Juifs hollandais ont été exterminés à près de 100 %. » C'est pourquoi Zemmour recommande l'ouvrage d'Alain Michel, Vichy et la Shoah, enquête sur le paradoxe français, qui serait selon lui paru « dans un silence médiatique assourdissant » et qui se situerait d'après lui dans la continuité des écrits de Robert Aron, Léon Poliakov et Raul Hilberg,. Alain Michel a d'abord pris ses distances par rapport à la polémique sur le livre tout en reconnaissant que Zemmour « respecte globalement l'approche qui est faite dans mon livre ». Il estime cependant nécessaire de corriger Zemmour disant que « Pétain a sauvé 95 % des Juifs français » : selon lui, il ne s'agit pas de Pétain mais du gouvernement de Vichy qui, à travers une politique ayant l'approbation de Pétain mais d'abord menée par Pierre Laval et René Bousquet, aurait sauvé non pas 95 % des Juifs français, mais 90 à 92 %. Il se dit également d'accord avec l'affirmation de Zemmour, selon laquelle il y aurait une « doxa paxtonienne » en France, affirmant même que « certains chercheurs ont arrêté de travailler sur le sujet, car le poids de cette doxa les empêchait de travailler librement ». Cependant, les analyses d'Alain Michel sont très largement récusées par les historiens, ce que souligne notamment l'historien Laurent Joly. De même, Robert Paxton estime qu'Alain Michel « n'est pas un historien sérieux : on ne peut pas écrire ce qu'il a écrit si on a lu les textes de Vichy et les ouvrages récents sur l'application de ces textes. »
Les thèses d'Éric Zemmour (qui critique la réduction de cet ouvrage à ce qu'il considère être une polémique) sont fortement critiquées par de nombreux historiens, et assimilées à du révisionnisme.

### Réactions de Robert Paxton
Paxton estime que Zemmour se trompe lorsqu'il dit que le gouvernement de Vichy faisait une distinction entre Juifs français et étrangers et indique : « C'est absurde de soutenir que Vichy a soutenu les Juifs français pendant ces deux premières années. Quand les déportations commencent, et surtout au moment de la rafle de décembre 1941 au cours de laquelle plus de 700 Juifs, souvent des notables, y compris un sénateur, ont été arrêtés — pour une fois — directement par les Allemands, cela a été un scandale : tout le monde a pris conscience de la faiblesse du régime de Vichy. » Indiquant : « Cet argument est parfaitement vide. Il suffit de lire les lois promulguées par Vichy entre 1940 et 1942, qui imposent des exclusions sur tous les Juifs, y compris les Juifs de nationalité française ».
Dans une tribune du Monde, publiée ensuite, où il qualifie la collaboration du régime de Vichy d'« active et lamentable », Robert Paxton donne son avis sur l'ouvrage de Zemmour. Il pense que celui-ci n’a pas dû lire les statuts des Juifs décrétés par Vichy qui concernaient — malgré quelques mesures moins défavorables pour les anciens combattants ou pour services rendus —, aussi bien les Juifs étrangers que les Juifs français, sans « aucune préférence nationale ». L’historien indique que ces mesures ont fragilisé les Juifs français dès le début des déportations.
Paxton note un changement dans l’opinion française — dans laquelle existait un certain antisémitisme —, qui montra sa désapprobation lors des arrestations massives de mi-1942, et l’intervention de certains évêques pour les dénoncer.
Si Laval obtint des Allemands — sans accord formel — que les Juifs étrangers soient déportés en premier en contrepartie de l’aide de la police française, il n’était pas question pour eux d’épargner les Juifs français. Cependant, bien que la police française fût active dans les arrestations, cette participation s’affaiblit à partir du début 1943.
Sur les 76 000 Juifs déportés, les Juifs français représentent le tiers, mais pour Paxton, « l’extermination de 25 % des Juifs de France ne fut pas une issue positive ». Selon lui, la présence allemande était moins forte en France qu’en Belgique ou dans les Pays-Bas où les possibilités de dissimuler les Juifs étaient plus faibles. Il cite l’exemple italien où les déportations de citoyens juifs représentent 16 %.
Concernant les Juifs étrangers de zone libre, Paxton indique que Vichy en livra 10 000 aux Allemands, à la différence des autres pays de l’Europe de l’Ouest et de la plupart de ceux de l’Est. Une tentative d’explication de cette mesure peut se trouver dans une réaction à l’importance de l’immigration des années 1930, période où la France accueillit davantage de réfugiés que les États-Unis — en proportion mais pas en nombre contrairement à ce que prétend Zemmour.
Sur la collaboration de la police française, Paxton montre, grâce aux archives allemandes, qu'en raison de son manque de main-d’œuvre, l’Allemagne comptait sur la France et que « ce fait n’est pas une invention de [sa] part contrairement à ce qu’insinue M. Zemmour ».
Paxton indique que, pensant inconcevable « que la critique de Vichy puisse équivaloir à une critique de la France et des Français (comme le pense Zemmour) », il a dédié son ouvrage coécrit avec Michael Marrus, Vichy et les Juifs (1981) aux nombreux Français qui vinrent en aide aux Juifs.
 
Paxton pense que Zemmour aborde ses sujets « au travers de verres déformants ».

### Commentaires de Serge Berstein
Dans Les Inrocks, l’historien Serge Berstein affirme : « C’est vrai, [le maréchal Pétain] ne savait probablement pas mais qu’il l’ait ignoré jusqu’en 1944, c’est moins sûr. Lorsque les Allemands demandent à Vichy de livrer les Juifs, la réplique est : « On ne va pas livrer des citoyens français. », mais il note cependant que « des Juifs français ont bien entendu été arrêtés au cours de rafles, surtout à partir de 1943, lorsqu'ils tombent entre les mains des Allemands ou, tout simplement, de la police française ». Il précise également : « Le chiffre [de Juifs déportés] est moindre que dans d’autres pays. C’est dû d’une part aux effets de protection de la population et d’autre part aux efforts, en tout cas au début, pour essayer de conserver les Juifs français et livrer les Juifs étrangers à l’Allemagne ». Enfin, il rappelle qu'Éric Zemmour n’est « pas du tout un historien » mais « quelqu’un qui s’intéresse à l’histoire ».

### Commentaires de Jacques Semelin
Dans une interview donnée au journal Le Monde au sujet du livre de Zemmour, l'historien et politologue Jacques Semelin, considère que, bien que les pourcentages de Juifs ayant survécu aux persécutions nazies en France cités dans l'ouvrage soient historiquement justes, l'interprétation qui en est faite est « honteuse et instrumentalise les chiffres à des fins idéologiques » et que « c'est un non-sens historique ».
Il explique qu'il est impossible de ne trouver qu'une cause à ces chiffres — selon Zemmour, cela indiquerait que Pétain et Laval auraient sacrifié les Juifs étrangers pour sauver les Juifs français —, car selon l'historien Léon Poliakov : « L'événement ayant une multiplicité de causes, il est impossible de connaître la cause de l'événement ». Parmi les causes multiples du sauvetage des Juifs en France, Semelin indique les raisons géographiques (étendue du territoire, frontières communes avec les pays où la fuite était possible, zone libre), l'intégration séculaire des Juifs français (en particulier le fait que la France fut, en 1791 sous la Révolution, le premier pays d'Europe à émanciper les Juifs), leur non-passivité, les liens familiaux, les soutiens de proches, etc. La différence des chiffres entre les Juifs étrangers et français pouvant, en partie, s'expliquer par l'isolement des premiers et leur mauvaise maîtrise de la langue, ce qui facilitait leur arrestation. À cela, s'ajoute l'attitude globale de la population, qui, malgré l'existence d'un certain antisémitisme, a fait preuve de compassion et d'entraide, ce que confirment les rapports de Vichy. Les réactions de certains hommes d'Église, tels Mgr Saliège — auteur, en août 1942, d'une lettre pastorale condamnant sans ambiguïté les persécutions antisémites, lue en chaire dans de nombreuses paroisses, texte qui eut beaucoup d'impact et fut diffusé ensuite par la presse clandestine, la BBC et le New York Times —, « confirment la sensibilité de l'époque » telle que François Mauriac la décrivait dans un texte clandestin. Aussi, Jacques Semelin indique : « En affirmant que c'est la politique de Vichy qui a sauvé les Juifs, Éric Zemmour ne prend pas en compte la réaction de la population, l'intégration républicaine, les particularités du territoire français et oublie également que le processus d'extermination des nazis prévoyait de commencer par les Juifs étrangers avant de se rabattre sur les nationaux. Cette falsification idéologique est inacceptable ! ». En 2022, il consacre un nouvel ouvrage venant en opposition aux assertions d’Eric Zemmour.

### Commentaires d'André Kaspi
Pour l'historien André Kaspi, la thèse de Zemmour « n'est pas nouvelle, est extrêmement réductrice et parce qu'elle est réductrice, elle est fausse ». Il explique que : « C'est en partie vrai et en partie faux. Vrai parce que les Juifs français n'ont pas été immédiatement inquiétés. Jusqu'en 42, ils ont pu survivre en zone libre. Faux, parce que des Juifs français ont été déportés en 42 ». Selon lui, « en acceptant de déporter des Juifs étrangers, le régime de Vichy « a ouvert la porte » à la déportation des Juifs français »,.

### Commentaires de Denis Peschanski
Selon Denis Peschanski, membre du conseil scientifique du mémorial de la Shoah et directeur de recherche au CNRS, pour qui « Il n'y a rien de neuf dans cette thèse très traditionnelle destinée à justifier et réhabiliter Pétain », le travail de Zemmour, entaché de nombreuses erreurs, correspond à « un mouvement culturel très réactionnaire qui passe par la réappropriation d'un discours pétainiste — travail, famille, patrie — et la dénonciation de ceux qui sont considérés comme responsables de la crise »,.

### Commentaires de Laurent Joly
Laurent Joly, historien spécialiste de l'antisémitisme et de la Seconde Guerre mondiale, juge les écrits de Zemmour, lorsqu'il s'attaque à Paxton,, « absurdes et faux, » : « C'est très démagogique de dire comme Zemmour qu'avant Robert Paxton, les historiens avaient une vision juste et nuancée sur cette période. Or, ajoute-t-il, fin des années 50, début des années 60, les thèses de Paxton existaient,. » Cet ouvrage de Paxton (La France de Vichy) démontre de surcroit « combien le régime de Vichy avait été « coupable et responsable » de la déportation des Juifs de France, ». Joly rappelle que « la collaboration n'était pas une politique de sauvetage des Juifs »,.

## Controverses
Mis à part la réception critique des historiens, d'autres controverses ou prises de positions ont surgi lors des débats avec Éric Zemmour quand il présenta son livre dans les médias.

### Sur l'absence de sources de l'auteur et les accusations de plagiat
Des critiques reprochent à Zemmour de ne pas appuyer les affirmations de son livre sur des statistiques et des sources,, notamment Aymeric Caron dans l'émission On n'est pas couché du 4 octobre 2014. D'autres journalistes relèvent une série de citations non sourcées, parfois tronquées ou déformées. Zemmour répond que ce livre n'est pas une thèse universitaire et que ce serait son droit de ne pas faire figurer ses sources dans le livre.
En décembre 2014, Jean Robin sur le site Enquête & Débat accuse Éric Zemmour d'avoir plagié deux auteurs dans son ouvrage, David Cascaro et Jean-Claude Valla. 
Dans Hallier, l'Edernel jeune homme paru en 2016, Jean-Pierre Thiollet fait ainsi allusion à l'ouvrage publié par Zemmour :  « livre-plagiat très promu, poussive compilation de divers travaux non cités ».

### Infrarouge
Le 25 novembre 2014, Éric Zemmour est invité sur RTS Un par la Radio télévision suisse — aux côtés du sociologue et écrivain Jean Ziegler — à participer au débat d'Infrarouge. Le synopsis initial de l'émission diffuse l'une de ses déclarations : « Les Suisses sont les vrais héritiers de la démocratie selon Jean-Jacques Rousseau ». En préambule de la présentation qui s'ensuit, Éric Zemmour fait plusieurs fois référence à Karl Marx et notifie à la productrice et animatrice du débat Esther Mamarbachi une citation de Chamfort : « En France on protège ceux qui mettent le feu et on persécute ceux qui sonnent le tocsin ».
À partir du minutage 47:46, il est confronté au désaveu d'une linguiste qui met en évidence, selon elle, la vacuité de son ouvrage. Éric Zemmour rétorque alors de façon cinglante, fustigeant le supposé « mépris du peuple » et « l'arrogance » dont il accuse son interlocutrice, poursuivant peu après sur une citation de Flaubert : « Les femmes confondent leur cœur avec leur cul et croient que la lune est faite pour éclairer leur boudoir. »